# Moreno Morbiducci
Moreno Morbiducci (Macerata, 31 ottobre 1961) è un allenatore di calcio ed ex calciatore italiano, di ruolo attaccante.

## Carriera

### Giocatore

Morbiducci al Como nella stagione 1984-1985

Comincia a giocare e a segnare nella squadra della sua città natale, la Maceratese, dove presto inizia a far coppia in attacco con Giovanni Pagliari, i gemelli del gol dei marchigiani.
Con lui i biancorossi raggiungono nel 1980 la Serie C2, dopo anni trascorsi a barcamenarsi nei dilettanti, siglando tra le altre una rete nel sentito derby regionale contro la Civitanovese del 5 aprile 1981, vinto 1-0 e valevole per la stagione 1980-1981.
Nell'estate di quell'anno sale in Serie B grazie al passaggio al Perugia. In Umbria lo segue anche Pagliari facendo così di nuovo coppia nel reparto d'attacco dei grifoni, con cui rimane per un triennio prima di approdare in Serie A con la maglia del Como.
Con i lariani rimane solo una stagione, 1984-1985, dove racimola 22 presenze, per lo più da subentrato, e realizza 3 reti, risultando ciò nonostante il capocannoniere della squadra lombarda.
Torna quindi per un'annata a Perugia, ancora fra i cadetti, per poi accasarsi fugacemente al Parma e poi al Cesena dove, pur non trovando molto spazio, nel campionato 1986-1987 contribuisce alla promozione dei romagnoli in massima categoria.
Nell'estate seguente scende in C2 a vestire la divisa rossoblù del Gubbio, militando nella società umbra per tre stagioni prima di chiudere la carriera in Sardegna, all'età di trent'anni, con un ultimo torneo nell'Olbia, sempre in quarta serie.
A soli 30 anni smette col calcio giocato.

### Allenatore
Dal 2008 al 2010 è divenuto allenatore di diverse squadre del settore giovanile della Maceratese, per poi passare a essere vice in prima squadra.

## Palmarès

### Giocatore
- Campionato italiano Serie D: 1

Maceratese: 1979-1980 (girone C)